# Friede von Dorpat

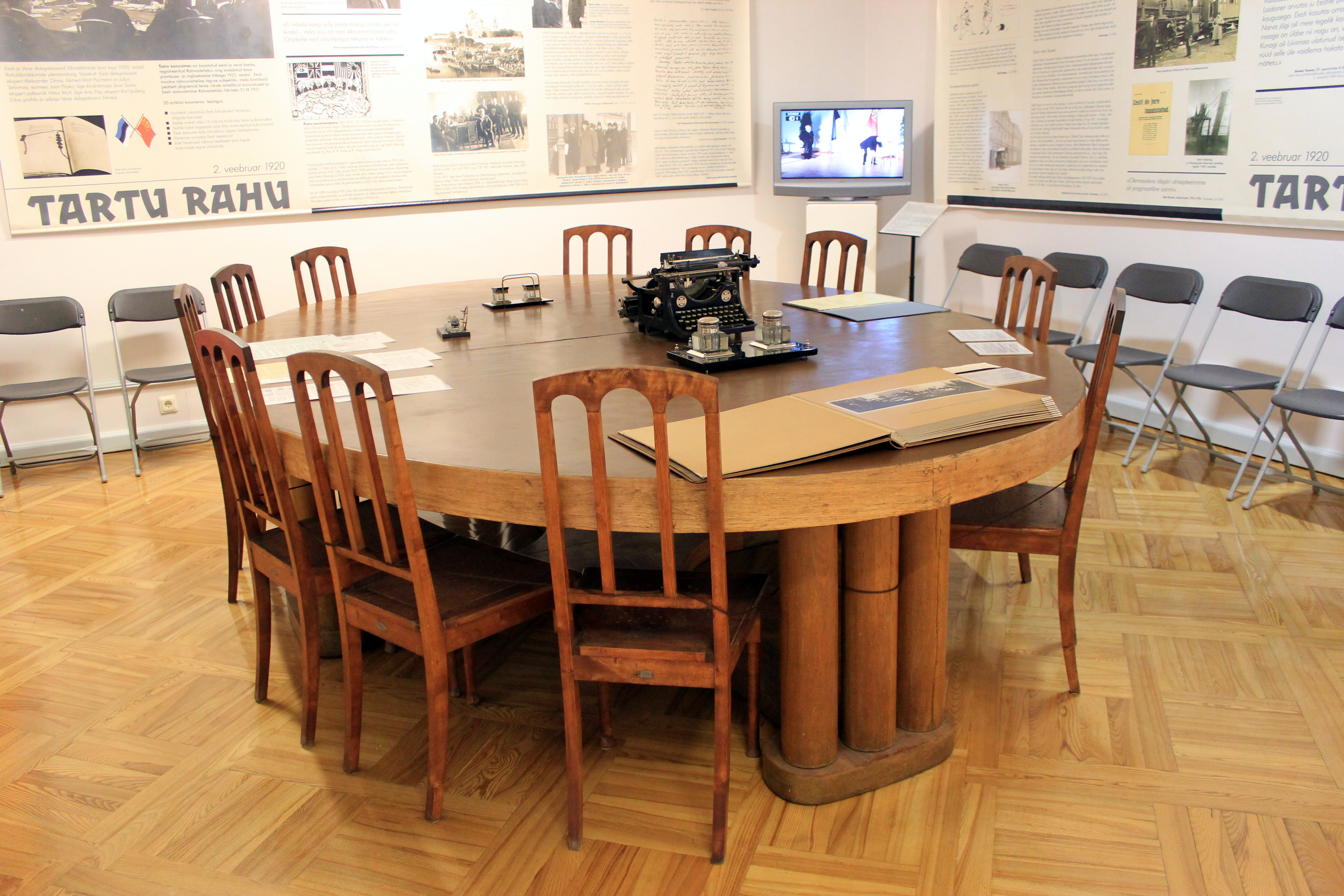
Originaler Verhandlungstisch (Stadtmuseum Tartu)

In den Friedensverträgen von Dorpat (estnisch Tartu rahu, finnisch Tarton rauha) schloss Sowjetrussland nach dem estnischen Freiheitskrieg von 1918 bis 1920 Frieden mit Finnland und erkannte die Unabhängigkeit Estlands an. Die Friedensverträge wurden 1920 in der estnischen Stadt Tartu (deutsch Dorpat) geschlossen.

## Estnisch-Russischer Vertrag

Grenzen von Estland nach dem Frieden von Dorpat und deren Änderung zugunsten Russlands zur Zeit der Estnischen Sowjetrepublik 1940–1990

Der russisch-estnische Vertrag wurde am 2. Februar 1920 unterzeichnet. Verhandlungspartner waren Jaan Poska auf estnischer Seite und Adolf Joffe für Sowjetrussland (ab 1922 Sowjetunion). Sowjetrussland erkannte darin Estlands Unabhängigkeit „auf alle Zeiten“ an und verpflichtete sich zur Zahlung von 15 Millionen Goldrubeln, entsprechend 11,6 Tonnen Gold (dem proportionalen Anteil Estlands an den ehemaligen russischen Goldreserven). Die russisch-estnische Staatsgrenze wurde festgelegt. Außerdem wurde die Rückführung von nach Russland verbrachten Kulturgütern aus Estland vereinbart (insbesondere Bestände der Universität Tartu). Nach Russland deportierte Esten sollten nach Estland zurückkehren dürfen und es wurde eine gegenseitige Truppenentflechtung beschlossen.

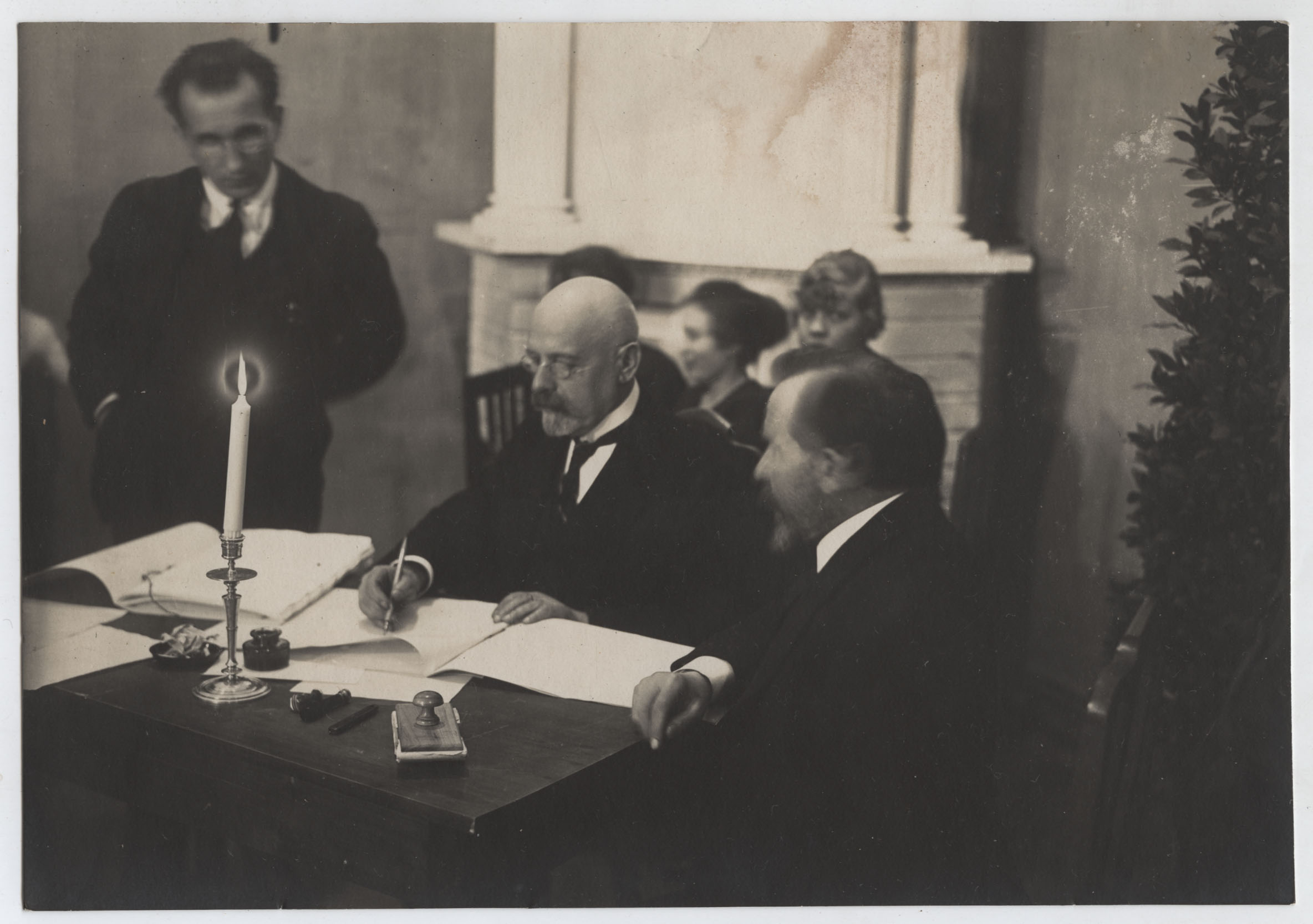
Jaan Poska bei der Unterzeichnung des Vertrages
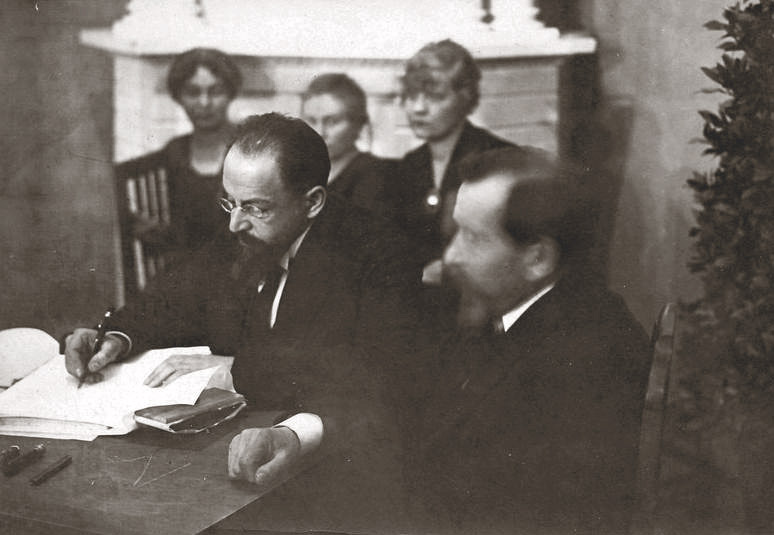
Adolf Joffe bei der Vertragsunterzeichnung

## Finnisch-Russischer Vertrag

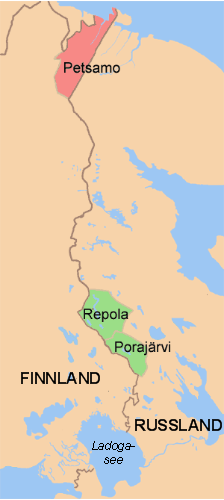
Der russisch-finnische Grenzverlauf nach dem Frieden von Dorpat:

Im Verhältnis Sowjetrusslands mit Finnland stellte der Frieden von Dorpat einerseits den Abschluss des finnischen Unabhängigkeitsprozesses, eingeleitet von der Unabhängigkeitserklärung von 1917, andererseits die Beendigung der Feindseligkeiten im Rahmen und infolge der finnischen Ostkriegszüge von 1918 bis 1920 dar. Nach viermonatigen Verhandlungen wurde am 14. Oktober 1920 der finnisch-russische Vertrag ratifiziert. Der Vertrag legte im Wesentlichen die Grenzen des zaristischen Großfürstentums Finnlands als Grenze des nunmehr unabhängigen Finnland fest. Finnland erhielt zudem mit Petsamo einen eisfreien Hafen am Nordmeer, gab aber dafür seine Ansprüche auf die Kreise Repola und Porajärvi auf, die es erst 1918 bzw. 1919 seinem Territorium einverleibt hatte.

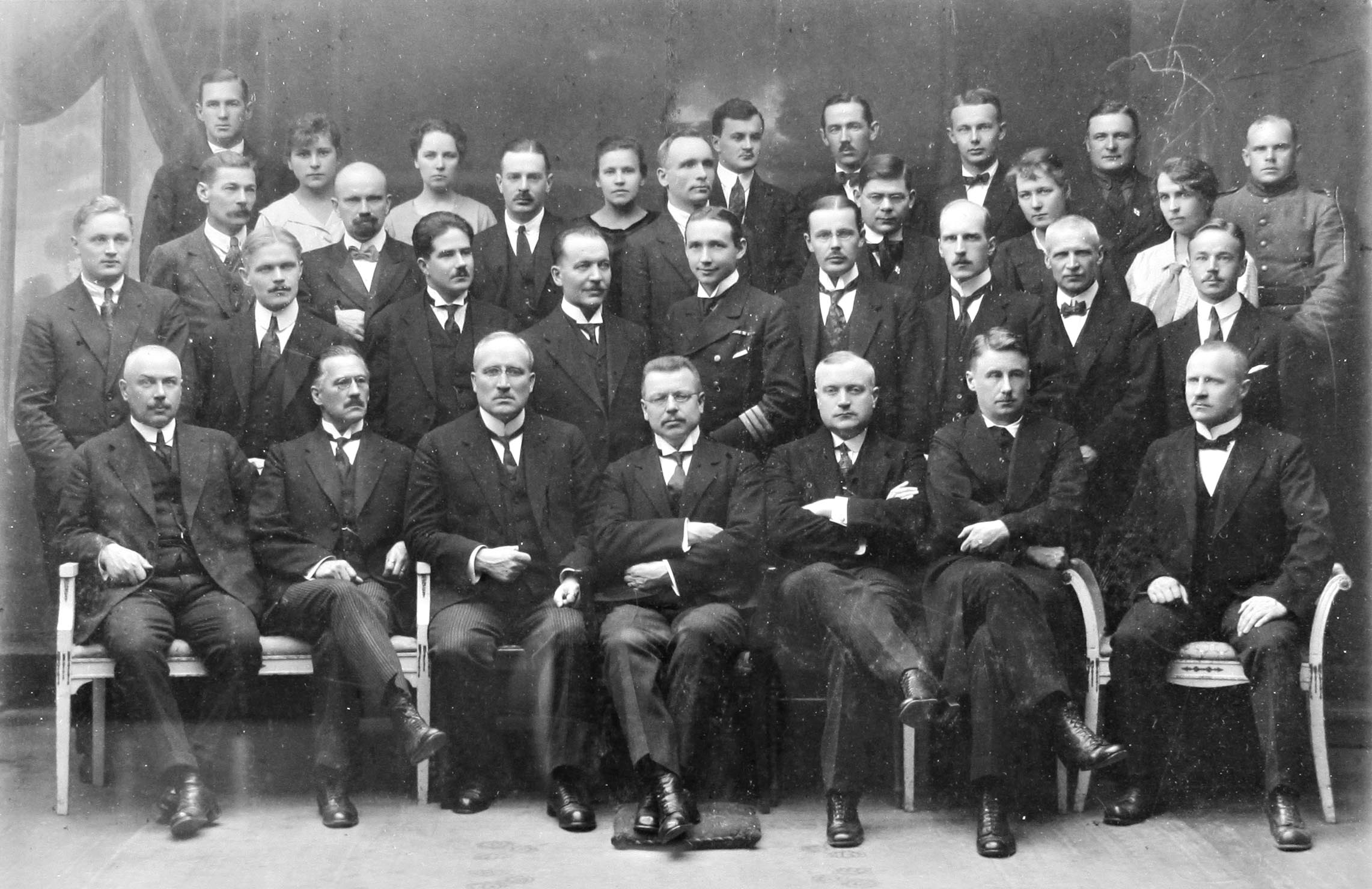
Finnische Delegation in Dorpat
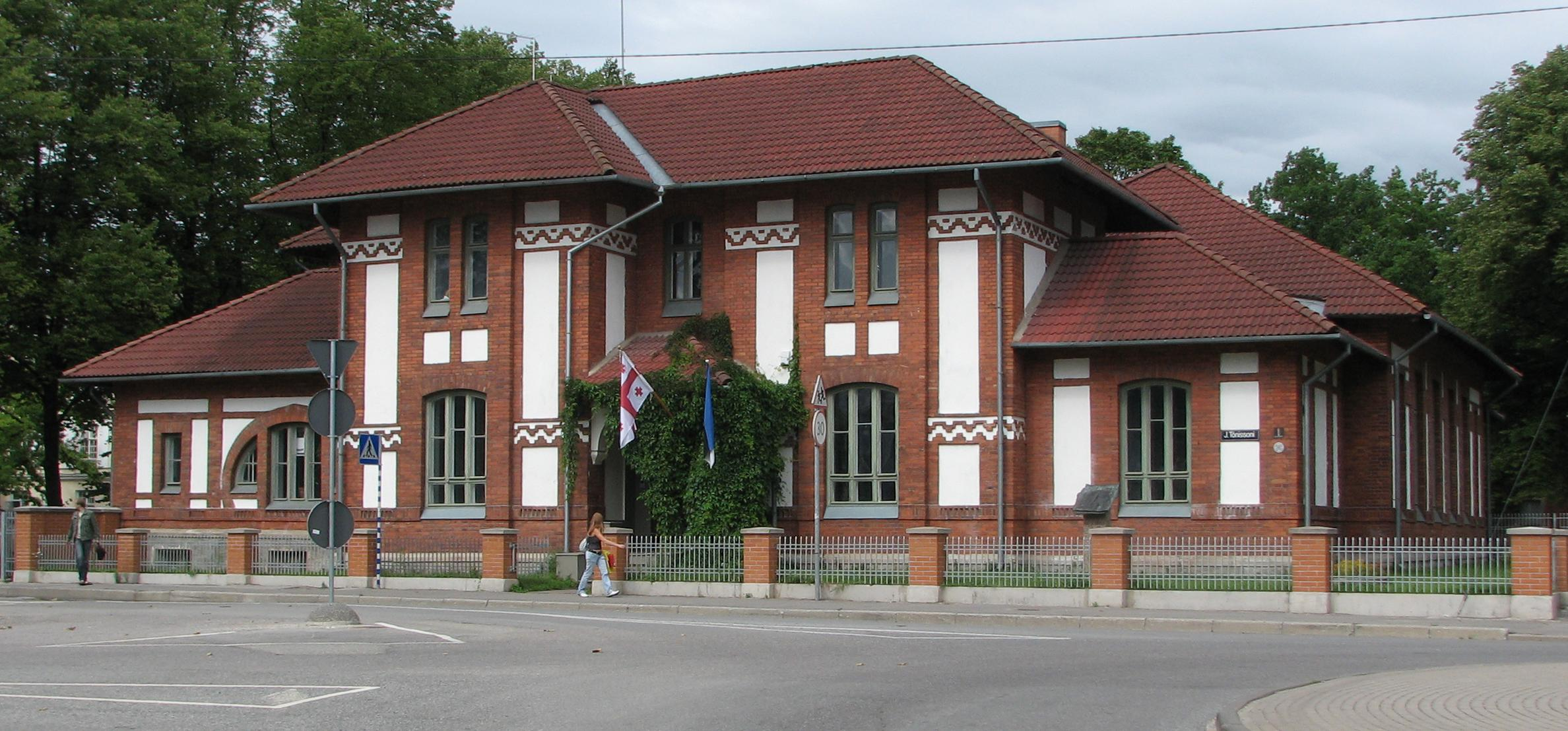
Der Ort der Verhandlungen
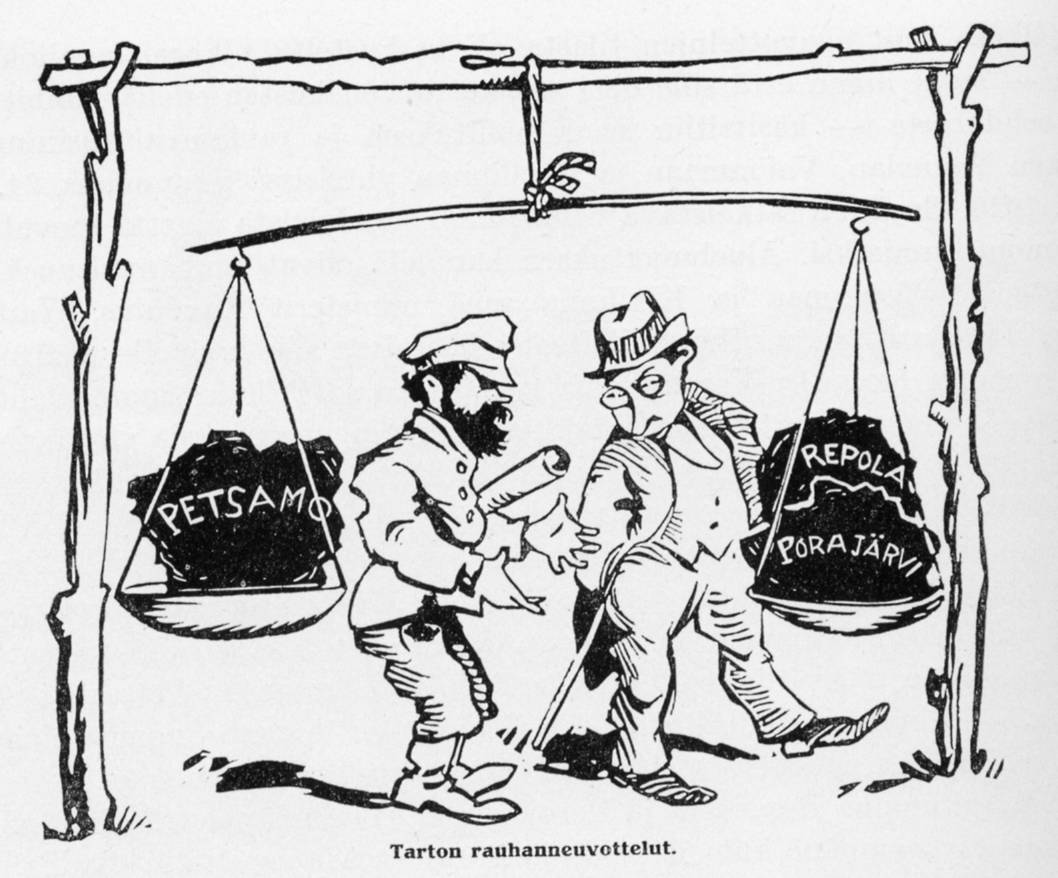
Finnische Karikatur zum Friedensvertrag

### Die finnische Delegation
- Juho Kusti Paasikivi, Leiter der Delegation
- Juho Vennola
- Alexander Frey
- Karl Rudolf Walden, Generalmajor
- Väinö Tanner
- Väinö Voionmaa
- Väinö Kivilinna

### Die sowjetische Delegation
- Jan Antonowitsch Bersin-Siemelis
- Platon Michailowitsch Kerschenzew
- Nikolai Sergejewitsch Tichmenew
- Alexander Alexandrowitsch Samoilo, Generalmajor
- Jewgeni Andrejewitsch Berens, Kapitän 1. Ranges (Kapitän zur See)